# Alva M. Lumpkin

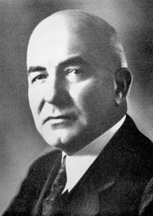
Alva M. Lumpkin

Alva Moore Lumpkin (* 13. November 1886 in Milledgeville, Baldwin County, Georgia; † 1. August 1941 in Washington, D.C.) war ein US-amerikanischer Jurist und Politiker (Demokratische Partei), der den Bundesstaat South Carolina für kurze Zeit im US-Senat vertrat.
Der in Georgia geborene Alva Lumpkin zog mit seinen Eltern im Jahr 1898 nach South Carolina, wo sich die Familie in der Hauptstadt Columbia niederließ. Er besuchte dort die öffentlichen Schulen. Im Jahr 1908 machte er seinen Abschluss an der juristischen Fakultät der University of South Carolina, woraufhin er in die Anwaltskammer aufgenommen wurde und als Jurist in Columbia zu praktizieren begann. Von 1906 bis 1908 fungierte er als Stellvertreter des leitenden Verwaltungsbeamten (Assistant Clerk) im Senat von South Carolina.
Seine eigene politische Laufbahn begann 1911 mit dem Einzug ins Repräsentantenhaus von South Carolina, dem er bis 1913 angehörte. Im folgenden Jahr war er Mitglied einer Aussöhnungskommission zwischen den Vereinigten Staaten und Uruguay. 1918 amtierte er kurzzeitig als stellvertretender Attorney General von South Carolina; von 1922 bis 1923 arbeitete er im Begnadigungsausschuss des Staates mit. Schließlich saß er zwischen 1926 und 1934 als beigeordneter Richter am Obersten Gerichtshof von South Carolina.
Am 17. Mai 1939 wurde Lumpkin von US-Präsident Franklin D. Roosevelt als Richter am Bundesbezirksgericht für den östlichen und westlichen Distrikt von South Carolina nominiert. Fünf Tage später erfolgte die Bestätigung durch den US-Senat, woraufhin er sein Amt am 19. Juli desselben Jahres antreten konnte. Er trat am 17. Juli 1941 als Richter zurück, nachdem er zum Nachfolger des zurückgetretenen US-Senators James F. Byrnes ernannt worden war. Lumpkin trat sein Mandat in Washington, D.C. am 22. Juli an, starb aber bereits wenige Tage später am 1. August 1941. Er wurde in Columbia beigesetzt.